# La statua di carne (film 1921)
La statua di carne è un film del 1921 diretto da Mario Almirante con interpreti principali Italia Almirante Manzini e Lido Manetti.

## Trama
« Una bella donna, mondana, spregiudicata, sfrenata nei piaceri e nella rovina degli amanti, si innamora di un uomo che bevve a tutte le coppe della vita e che ritrova in lei, la memoria di una morta da lui precedentemente amata ed alla quale la donna assomiglia come una goccia d'acqua. Egli si serve di lei come di una statua di carne, ma, benché ormai tetragono alle seduzioni della vita e dell'amore, finisce anche lui per innamorarsi della sua "statua", che, per dispetto, per vanità, per orgoglio, per natura, ha messo in arte tutte le sue astuzie per scuoterlo dalla sua introversione ».

## Produzione
Tratto dall'opera omonima di Teobaldo Ciconi del 1862, già precedente portata sullo schermo nel 1912 e nel 1919, la pellicola ottiene il visto censura n. 16340 il 1º agosto 1921. Una versione restaurata, di 67 minuti a 18 f/s, è stata presentata al Pordenone Silent Film Festival del 1991. Un'altra versione invece, di 75 minuti a 16 f/s, è stata presentata dalla Cineteca di Bologna al festival cinematografico Il cinema ritrovato del 2010.
Nel 1943 Camillo Mastrocinque realizzerà una nuova edizione del dramma, in chiave naturalistica, intitolata La statua vivente, interpretata da Fosco Giachetti e Laura Solari.

## Critica

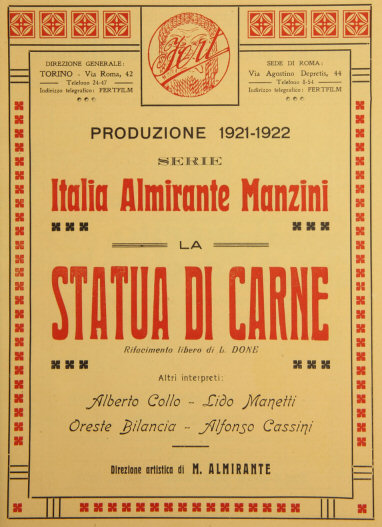
Locandina pubblicata su una rivista cinematografica dell'epoca

Ignis in La vita cinematografica del 7 novembre 1921: «[...] La riduzione o il "rifacimento libero", come lo chiama l'autore,
ha sfrondato il lavoro da dettagli che, se conservati, avrebbero nociuto alla snellezza del lavoro cinematografico, Il film è condotto con una pregevole forma esteriore, più che sufficiente per garantire un soddisfacente risultato di cassetta, e in modo da ottenere sicuro rendimento dagli effetti d'ogni genere, calcolati da menti esperte. In altri termini, il successo è sicuro, la cronaca è lieta, ma,... la critica deve fare alcune riserve [...]. Italia Almirante Manzini ci ha dato un'esecuzione mirabile ed in qualche punto addirittura magistrale, ma non sempre in armonia con il carattere dei due personaggi rappresentati. Questa disarmonia crediamo principalmente dovuta all'austera plasticità delle sue linee, che mal si adatta così alla debole e mite Maria del prologo come alla spumeggiante ballerina russa Noemi [...]. Pochissimi han saputo in breve spazio di tempo conseguire risultati come quelli ottenuti dall'Almirante e, a giudicare da ciò che han fatto in soli due anni di lavoro, c'è da credere che questo giovane andrà molto avanti. Ma per ora abbiamo notato dell'incertezza, dell'inesperienza, della timidezza fors'anche [...]».
Aurelio Spada in La rivista cinematografica del 10 febbraio 1922: «[...] La stampa non è stata concorde su questo lavoro. Oualche scrittore ha espresso perfino una specie di ripugnanza spirituale per il soggetto. Segno buono, cotesto. Un lavoro discusso, un lavoro che appassiona, è un'opera nobile e contiene sicuri fermenti vitali. E la nostra cinematografia non può che avvantaggiarsi del ribollire di succhi generosi e dal dibattito di spiriti onesti e appassionati».